# 夏開權
夏開權（1901年3月9日—1948年6月9日），又名坤輿，字義衡。湖南省安化縣人。民國37年（1948年）在教育會中區當選第一屆立法委員，當年病逝。

## 生平[2]
- 湖南私立周南女子中學教員、董事
- 1914年入縣立第二高等小學讀書，次年考入湖南旅鄂中學
- 1921年考入南京高等師範學校
- 1925年大學畢業，就聘上海暨南大學附中任教務主任。後在長沙湖南省立稻田女子師範學校任教務主任，後任長沙明德中學教務主任，其後，離湘去滬，復任暨南大學附中教務主任
- 1929年回湘，任湖南第一師範教務主任兼附屬小學主事
- 民國21年10月15日，任湖南省政府教育廳科長[3]，曾主辦《國民教育指導月刊》
- 民國25年8月12日，派任湖南省普通考試試務處科長[4]
- 民國32年11月2日，呈請辭湖南省政府教育廳科長[5]
- 1942年，赴重慶任國立中央大學校長室秘書長，後調任教育部參事
- 抗戰勝利後，回湘任中國國民黨湖南省黨部執行委員
- 1948年，以江西、湖南、湖北、河南、武漢四省一市教育界代表競選立法委員而當選
- 1948年五月初三日，因患中樞神經麻痹症，醫治無效，在長沙逝世，終年47歲，省會教育界為其舉行了隆重的追悼會，葬於嶽麓山教育公墓。